# Glanamman
Glanamman (velšsky Glanaman) je hornická vesnice ležící v údolí řeky Amman ve velšském hrabství Carmarthenshire. Předtím, než zde byly nalezeny velké zásoby uhlí byla tato oblast (Glanamman a sousední ves Garnant) známá jako Cwmamman (tj. ve velštině „údolí řeky Amman“). Vesnice leží 13 kilometrů severně od Swansea v nejzápadnější části Národního parku Brecon Beacons zvané Black Mountain. Pochází odtud například herec Ryan Davies, regbista Shane Williams či kriketista Gerwyn Edwards.